# Klipsch
Klipsch Audio Technologies ist ein  US-amerikanischer Lautsprecherhersteller.
Das Unternehmen wurde 1946 von Paul Klipsch in Hope, Arkansas als Klipsch and Associates gegründet. Das Unternehmen stellt sowohl Lautsprecher für den Heimgebrauch als auch professionelle PA-Beschallungsanlagen her, zudem gibt es Kopfhörer und Bluetooth-Lautsprecher von Klipsch.
Zu Bekanntheit gelangte das Unternehmen vor allem durch seine verschiedenen Hornlautsprecher wie Klipschorn, Belle, La Scala
, Cornwall, Chorus, Forte und Heresy.
2000 zog das Unternehmen nach Indianapolis und benannte sich in Klipsch Audio Technologies um. 2005 übernahm Klipsch den dänischen Lautsprecherhersteller Jamo.
Im Januar 2010 wurde Klipsch von Audiovox gekauft, ist als eigenständiges Unternehmen in der Unternehmensgruppe aber weiter aktiv.